# Milan Indoor
Milan Indoor (också känd förWCT Milan, Cuore Tennis Cup, Fila Trophy, Stella Artois Indoor, Muratti Time Indoors, Italian Indoors, Guardian Direct Cup, AXA Cup, Breil Milano Indoors, ATP Indesit Milano Indoors, och  Internazionali di Lombardia) är en nedlagd tennistävling.

## Tidigare finaler

### Singel
| Plats  | År   | Vinnare             | Finalist            | Resultat             |
| ------ | ---- | ------------------- | ------------------- | -------------------- |
| Milano | 2005 | Robin Söderling     | Radek Štěpánek      | 6–3, 6–7(2), 7–6(5)  |
| Milano | 2004 | Antony Dupuis       | Mario Ančić         | 6–4, 6–7(12), 7–6(5) |
| Milano | 2003 | Martin Verkerk      | Jevgenij Kafelnikov | 6–4, 5–7, 7–5        |
| Milano | 2002 | Davide Sanguinetti  | Roger Federer       | 7–6(2), 4–6, 6–1     |
| Milano | 2001 | Roger Federer       | Julien Boutter      | 6–4, 6–7(7), 6–4     |
| London | 2000 | Marc Rosset         | Jevgenij Kafelnikov | 6–4, 6–4             |
| London | 1999 | Richard Krajicek    | Greg Rusedski       | 7–6(6), 6–7(5), 7–5  |
| London | 1998 | Jevgenij Kafelnikov | Cédric Pioline      | 7–5, 6–4             |
| Milano | 1997 | Goran Ivanišević    | Sergi Bruguera      | 6–2, 6–2             |
| Milano | 1996 | Goran Ivanišević    | Marc Rosset         | 6–3, 7–6(3)          |
| Milano | 1995 | Jevgenij Kafelnikov | Boris Becker        | 7–5, 5–7, 7–6(6)     |
| Milano | 1994 | Boris Becker        | Petr Korda          | 6–2, 3–6, 6–3        |
| Milano | 1993 | Boris Becker        | Sergi Bruguera      | 6–3, 6–3             |
| Milano | 1992 | Omar Camporese      | Goran Ivanišević    | 3–6, 6–3, 6–4        |
| Milano | 1991 | Aleksandr Volkov    | Cristiano Caratti   | 6–1, 7–5             |
| Milano | 1990 | Ivan Lendl          | Tim Mayotte         | 6–3, 6–2             |
| Milano | 1989 | Boris Becker        | Aleksandr Volkov    | 6–1, 6–2             |
| Milano | 1988 | Yannick Noah        | Jimmy Connors       | 4–4 retired          |
| Milano | 1987 | Boris Becker        | Miloslav Mečíř      | 6–4, 6–3             |
| Milano | 1986 | Ivan Lendl          | Joakim Nyström      | 6–2, 6–2, 6–4        |
| Milano | 1985 | John McEnroe        | Anders Järryd       | 6–4, 6–1             |
| Milano | 1984 | Stefan Edberg       | Mats Wilander       | 6–4, 6–2             |
| Milano | 1983 | Ivan Lendl          | Kevin Curren        | 5–7, 6–3, 7–6        |
| Milano | 1982 | Guillermo Vilas     | Jimmy Connors       | 6–3, 6–3             |
| Milano | 1981 | John McEnroe        | Björn Borg          | 7–6, 6–4             |
| Milano | 1980 | John McEnroe        | Vijay Amitraj       | 6–1, 6–4             |
| Milano | 1979 | John McEnroe        | John Alexander      | 6–4, 6–3             |
| Milano | 1978 | Björn Borg          | Vitas Gerulaitis    | 6–3, 6–3             |

### Dubbel
| Plats  | År   | Vinnares                             | Finalister                            | Resultat             |
| ------ | ---- | ------------------------------------ | ------------------------------------- | -------------------- |
| Milano | 2005 | Daniele Bracciali Giorgio Galimberti | Arnaud Clément Jean-Francois Bachelot | 6–7(8), 7–6(6), 6–4  |
| Milano | 2004 | Jared Palmer Pavel Vízner            | Daniele Bracciali Giorgio Galimberti  | 6–4, 6–4             |
| Milano | 2003 | Petr Luxa Radek Štěpánek             | Tomáš Cibulec Pavel Vízner            | 6–4, 7–6(4)          |
| Milano | 2002 | Karsten Braasch Andrei Olchovskij    | Julien Boutter Max Mirnyj             | 3–6, 7–6(5), 12–10   |
| Milano | 2001 | Paul Haarhuis Sjeng Schalken         | Johan Landsberg Tom Vanhoudt          | 7–6(5), 7–6(4)       |
| London | 2000 | David Adams John-Laffnie de Jager    | Jan-Michael Gambill Scott Humphries   | 6–3, 6–7(7), 7–6(11) |
| London | 1999 | Tim Henman Greg Rusedski             | Byron Black Wayne Ferreira            | 6–3, 7–6(6)          |
| London | 1998 | Martin Damm Jim Grabb                | Jevgenij Kafelnikov Daniel Vacek      | 6–4, 7–5             |
| Milano | 1997 | Pablo Albano Peter Nyborg            | David Adams Andrei Olchovskij         | 6–4, 6–4             |
| Milano | 1996 | Andrea Gaudenzi Goran Ivanišević     | Guy Forget Jakob Hlasek               | 6–4, 7–5             |
| Milano | 1995 | Boris Becker Guy Forget              | Petr Korda Karel Nováček              | 6–2, 6–4             |
| Milano | 1994 | Tom Nijssen Cyril Suk                | Hendrik Jan Davids Piet Norval        | 4–6, 7–6, 7–6        |
| Milano | 1993 | Mark Kratzmann Wally Masur           | Tom Nijssen Cyril Suk                 | 4–6, 6–3, 6–4        |
| Milano | 1992 | Neil Broad David Macpherson          | Sergio Casal Emilio Sánchez           | 5–7, 7–5, 6–4        |
| Milano | 1991 | Omar Camporese Goran Ivanišević      | Tom Nijssen Cyril Suk                 | 6–4, 7–6             |
| Milano | 1990 | Omar Camporese Diego Nargiso         | Tom Nijssen Udo Riglewski             | 6–4, 6–4             |
| Milano | 1989 | Jakob Hlasek John McEnroe            | Balázs Taróczy Heinz Günthardt        | 6–3, 6–4             |
| Milano | 1988 | Boris Becker Eric Jelen              | Miloslav Mečíř Tomáš Šmíd             | 6–3, 6–3             |
| Milano | 1987 | Boris Becker Slobodan Živojinović    | Sergio Casal Emilio Sánchez           | 3–6, 6–3, 6–4        |
| Milano | 1986 | Colin Dowdeswell Christo Steyn       | Brian Levine Laurie Warder            | 6–3, 4–6, 6–1        |
| Milano | 1985 | Heinz Günthardt Anders Järryd        | Broderick Dyke Wally Masur            | 6–2, 6–1             |
| Milano | 1984 | Tomáš Šmíd Pavel Složil              | Kevin Curren Steve Denton             | 6–4, 6–3             |
| Milano | 1983 | Tomáš Šmíd Pavel Složil              | Fritz Buehning Peter Fleming          | 6–2, 5–7, 6–4        |
| Milano | 1982 | Heinz Günthardt Peter McNamara       | Mark Edmondson Sherwood Stewart       | 7–6, 7–6             |
| Milano | 1981 | Brian Gottfried Raúl Ramírez         | John McEnroe Peter Rennert            | 7–6, 6–3             |
| Milano | 1980 | Peter Fleming John McEnroe           | Andrew Pattison Butch Walts           | 6–4, 6–3             |
| Milano | 1979 | Peter Fleming John McEnroe           | José Luis Clerc Tomáš Šmíd            | 6–1, 6–3             |
| Milano | 1978 | José Higueras Victor Pecci           | Wojtek Fibak Raúl Ramírez             | 5–7, 7–6, 7–6        |